# Mick Ralphs
Mick Ralphs, egentligen Michael Geoffrey Ralphs, född 31 mars 1944 i Stoke Lacy i Herefordshire, död 23 juni 2025 i Henley-on-Thames i Oxfordshire, var en brittisk gitarrist och låtskrivare. Ralphs var en av grundarna till både Mott the Hoople och Bad Company, två stora rockband från 1970-talet.

## Karriär
Ralphs spelade i tonåren med blues-rock-gruppen The Buddies, som släppte en singel 1964. Därefter var han gitarrist i Doc Thomas Group mellan 1966 och 1968. Följande år gick Ralphs med i Mott the Hoople, där han var medlem till 1973, då han lämnade bandet på grund av missnöje med sångaren Ian Hunters växande dominans i bandet. Han bildade då tillsammans med förre sångaren i Free, Paul Rodgers, bandet Bad Company. Bad Company fick så småningom större kommersiella framgångar än Mott the Hoople. Ralphs låt "Can't Get Enough", en låt som Mott inte kunde spela på grund av det stora vokalomfånget som låten kräver, blev omedelbart en stor hit. Den ledde till att Bad Companys debutalbum nådde nummer 1 på albumlistan i USA. Ralphs fortsatte att spela i Bad Company ända till gruppens upplösning 1982.
1984 turnerade han med Pink Floyd-gitarristen David Gilmour. Ralphs släppte 1985 sitt soloalbum, Take This, där även basisten Micky Feat och före detta Bad Company-medlemmen, trumslagaren Simon Kirke deltog. Ralphs gjorde bara fyra solospelningar i samband med att albumet släpptes.
Bad Company återbildades och splittrades ett antal gånger under 1980-talet och 1990-talet, men Ralphs lämnade bandet för gott år 2000. Då tillkännagavs att han skulle sluta att turnera, något han aldrig hade trivts bra med eftersom han har flygskräck.
År 2001 släppte Ralphs sitt andra soloalbum, det helt instrumentala It's All Good, på skivbolaget Angel Air Records etikett. Två år senare släpptes hans album That's Life - Can't Get Enough. Det inkluderade en demoversion av "Can't Get Enough".
2004 återförenades Ralphs med Mott the Hoople-medlemmen Ian Hunter och spelade andragitarr på Hunters turné i Storbritannien. Ralphs spelade även på Hunters 2005 års konsert på London Astoria.
I juli 2008 tillkännagavs att originalsättningen av Bad Company skulle återförenas (förutom Boz Burrell som avled 2006) för en enda spelning på the Seminole Hard Rock Hotel and Casino i Hollywood i Florida den 8 augusti 2008. Enligt Paul Rodgers gjordes spelningen för att skydda rättigheterna till namnet Bad Company i samband med turnéer. Den nya sättningen av Bad Company, som inkluderade Ralphs, Colwell, Robert Hart, Jaz Lochrie och Gary 'Harry' James, gjorde en kort turné i Storbritannien.

## Gitarrer
- Mott the Hoople - Gibson Les Paul Junior, Gibson Firebird (Single Pick-Up), Gibson SG, Fender Telecaster
- Bad Company - Fender Stratocaster, Gibson Les Paul Standard, Fender Esquire, Gibson Flying V - "Feel Like Making Love" video
- Senare år - Gibson 1957/1959 Custom Shop re-issue Gibson Les Paul Standard.

## Några kända kompositioner
- "Ready For Love"
- "Can't Get Enough"
- "Good Lovin' Gone Bad"
- "One of the Boys"
- "Feel Like Making Love"
- "Flying Hour" med George Harrison
- "O Atlanta"